# Xibalba (groupe)
Pour les articles homonymes, voir Xibalba.
Xibalba est un groupe de death metal américain, originaire de Pomona, en Californie. Leur style musique se base sur un mélange de death metal et de doom metal, incluant des paroles en anglais et en espagnol. Leur premier album, Madre Mia Gracias Por Los Dias est publié en 2011 via le label A389 Recordings. Leur deuxième album, Hasta La Muerte (2012) est commercialisé via Southern Lord.

## Biographie
Le groupe est formé en 2007 à Pomona, en Californie, lorsque les amis de longue date Nate, Brian, Jason et Bryan décident de se lancer dans la musique heavy metal. Leur premier album, Madre mia gracias por los dias est commercialisé en 2011 via le label A389 Recordings.
En 2012, le groupe participe à une tournée australienne aux côtés de Warbrain et Incendiary. La même année, ils font paraître leur second album, Hasta la muerte au label Southern Lord ; l'album est accueilli d'une manière mitigée par la presse spécialisée,,. En 2013, ils voyagent jusqu'au No Way Out U.S. Tour pour y participer aux côtés de The Acacia Strain, Within the Ruins (en), Fit for an Autopsy, et American Me (en).
En 2015, Xibalba publie son troisième album studio, Tierra y libertad. En 2016, le groupe annonce la sortie de l'EP Diablo, con amor... adios le 17 février 2017 au label Closed Casket Activities. L'Ep est enregistré au Pit Recording Studio, avec le producteur Taylor Young (Nails, Twitching Tongues, Disgrace), et masterisé par Brad Boatright, au studio Audiosiege (Integrity, Nails, Harm’s Way).

## Discographie
- 2009 : Madre mia gracia por los dias
- 2012 : Hasta la muerte
- 2015 : Tierra y libertad
- 2015 : Diablo, con amor... adios (EP)
- 2020 : Años En Infierno